# Ozobranchus
Ozobranchus ist der Name einer Gattung von kleinen Blutegeln in der Ordnung der Rüsselegel, die im Meer und im Süßwasser leben und an Schildkröten, bei einer Art an Krokodilen parasitieren. Sie umfasst 7 Arten innerhalb der 8 Arten zählenden Familie Ozobranchidae und ist in den Tropen weltweit verbreitet.

## Merkmale
Die Egel Gattung Ozobranchus haben einen deutlich in eine vordere Region aus Kopf und Hals sowie einen Hinterleib (Abdomen) gegliederten Körper. Am vorderen Abschnitt des Hinterleibs ab dem 13. Segment trägt jedes der folgenden, je nach Art 5 bis 20 Segmente je ein Paar Kiemen, während die hintersten Segmente kiemenlos sind. Kennzeichnend für die Gattung Ozobranchus innerhalb der Familie Ozobranchidae sind die baumartig verzweigten Kiemen im Gegensatz zu den nur einfachen, unverzweigten Kiemen der Gattung Bogabdella.

## Verbreitung, Lebensraum und Ernährung
Die sieben Arten der Gattung Ozobranchus sind je nach Lebensraum der parasitierten Reptilienart Meeres- oder Süßwasserbewohner der Tropen. Als dauerhafte Ektoparasiten saugen sie Blut – Ozobranchus quatrefagesi in Westafrika an Krokodilen und Pelikanen, alle übrigen Arten dagegen ausschließlich an Wasserschildkröten. Ozobranchus branchiatus als artspezifischer Parasit an Chelonia mydas und Ozobranchus margoi an Caretta caretta sind in tropischen Meeren weltweit verbreitet, während die übrigen Arten, davon als am weitesten verbreitete Art Ozobranchus jantseanus, an verschiedenen Schildkröten in Binnengewässern Asiens saugen.

## Systematik
Jean Louis Armand de Quatrefages de Bréau wählte 1852 bei der Beschreibung der Gattung den Namen Ozobranchus ‚Zweig-Kiemer‘ (altgriechisch ὄζος ózos, deutsch ‚Zweig‘, βράγχιον bránchion, deutsch ‚Kieme‘) auf Grund der auffälligen verzweigten Kiemen dieser Egel.
Die Gattung Ozobranchus bildet zusammen mit der Gattung Bogabdella die Familie Ozobranchidae.
Zur Gattung Ozobranchus zählen folgende 7 Arten:
- Ozobranchus branchiatus (Menzies, 1791) (7 Paar Kiemen, an Chelonia mydas, in tropischen Meeren weltweit)
- Ozobranchus jantseanus Oka, 1912 (11 Paar Kiemen, an verschiedenen Süßwasser-Schildkröten, in China, Japan und großen weiteren Teilen Asiens)
- Ozobranchus margoi (Apáthy, 1890) (5 Paar Kiemen, an Caretta caretta, in tropischen Meeren weltweit)
- Ozobranchus polybranchus Sanjeeva Raj, 1951 (20 Paar Kiemen, an Pelochelys bibroni, in Flüssen und Bächen Südasiens und Südostasiens)
- Ozobranchus papillatus Kaburaki, 1921 (11 Paar Kiemen, an Kachuga tectum, in stehenden Binnengewässern Indiens, laut Moore ein Synonym von Ozobranchus jantseanus)
- Ozobranchus shipleyi Harding, 1909 (11 Paar Kiemen, an Nicoria trijuga, in stehenden Binnengewässern Sri Lankas, Indiens und Pakistans)
- Ozobranchus quatrefagesi (Poirier & Rochebrune, 1884) alias Lophobdella quatrefagesi (7 Paar Kiemen, an Krokodilen und Pelikanen, in Westafrika)